# Манхэттен (Монтана)
Манхаттан (англ. Manhattan) — город в округе Галлатин в штате Монтана, США. По данным переписи 2020 года, численность населения составляла 2086 человек. Он входит в Микрополитенский статистический ареал Бозмена.

## История
В 1865 году город назывался Гамильтон. В 1800-х годах здесь обосновалась колония голландских фермеров, которые выращивали большое количество ячменя, который использовался пивоварами города Бозмен.

## Демография

### Перепись 2010 года
По данным переписи 2010 года, в городе проживало 1520 человек, 622 домохозяйства и 405 семей. Плотность населения составляла 787,6 жителей на квадратную милю (304,1/км²). Было 733 единицы жилья при средней плотности 379,8 на квадратную милю (146,6/км²). Расовый состав города был следующим: 96,2 % белых, 0,1 % афроамериканцев, 0,3 % коренных американцев, 0,7 % азиатов, 0,1 % жителей островов Тихого океана, 0,3 % представителей других рас и 2,3 % представителей двух или более рас. Испаноязычные или латиноамериканцы любой расы составляли 2,6 % населения.

### Перепись 2000 года
По данным переписи 2000 года, в городе проживало 1396 человек, 553 домохозяйства и 389 семей. Плотность населения составляла 2303,9 жителей на квадратную милю (889,5/км²). Было 582 единицы жилья со средней плотностью 960,5 на квадратную милю (370,9/км²). Расовый состав города был следующим: 97,42 % белых, 0,72 % коренных американцев, 0,29 % азиатов, 0,07 % жителей островов Тихого океана, 0,43 % представителей других рас и 1,07 % представителей двух или более рас. Испаноязычные или латиноамериканцы любой расы составляли 0,93 % населения.